# Frederick Foswell
Frederick Foswell, più conosciuto come Granduomo (Big Man), è un personaggio creato da Stan Lee (testi) e Steve Ditko (disegni), pubblicato dalla Marvel Comics. È apparso per la prima volta in The Amazing Spider-Man (Vol. 1) n. 10.

## Biografia del personaggio
Frederick è nato a Queens a New York. Lui è stato uno dei primi nemici dell'Uomo Ragno. Foswell lavora per il Daily Bugle ed è il migliore amico di J. Jonah Jameson ma è diventato il Granduomo del crimine di New York sottomettendo tutti i criminali (ma non i supercriminali) della città costringendoli a dargli metà di tutto quello che riuscivano a saccheggiare con la minaccia di farli uccidere dalla squadra speciale dei Duri. Inoltre, sotto l'identità di Patch (tradotto anche come il Guercio), un barbone privo di un occhio, Foswell riusciva a fare foto e scrivere articoli sui criminali durante le loro rapine senza essere notato da loro, così guadagnava soldi anche al Daily Bugle per i suoi articoli. Quando era il Big Man, Foswell indossava una maschera e dei guanti.
Dopo sua comparsa, Spiderman aveva sventato tutte le rapine dei criminali di New York per questo Foswell ha ordinato agli Enforcers di eliminarlo ma fallirono varie volte. Spiderman si scontrò varie volte con Foswell ma non riusciva mai a prenderlo.
Peter e Foswell lavorarono varie volte insieme per vari scoop ma era solo un modo per Foswell di farsi rivelare l'identità segreta di Spiderman.
All'inizio si pensava che J. Jonah Jameson fosse il Big Man perché Foswell si imbottiva sotto i vestiti e sembrava più alto ma in uno scontro Spiderman riuscì a sconfiggere Foswell ed a levargli la maschera. Foswell andò in prigione e Kingpin, che aveva esteso il suo impero del crimine in tutto il mondo, tranne a New York, prese il controllo della città.
Foswell quando uscì di prigione, riuscì a riguadagnarsi la fiducia di Jameson e pensò di potersi riprendere New York e sfidò Kingpin. Anche se Kingpin lo sconfisse era molto sorpreso dell'abilità di Foswell e lo assunse come suo tenente. Foswell accettò ma quando Jameson pubblicò degli articoli su Kingpin, lui mandò dei criminali ad ucciderlo ma Foswell lo difese in una sparatoria in cui si beccò una pallottola.
Kingpin riuscì a fuggire e Foswell morì da eroe per questo Jonah lo immortalò come eroe del Daily Bugle. Foswell però prima di morire ebbe una figlia, Janice Foswell, che diventerà il nuovo Big Man di New York.

## Poteri e abilità
Nonostante non avesse superpoteri, Foswell era un avversario scivoloso. Era abilissimo nel travestirsi quasi come il Camaleonte. Inoltre era un abile tiratore.

## Janice Foswell
La figlia dell'originale Big Man, Janice Foswell ha cercato di seguire le orme di suo padre e di ottenere il controllo della malavita di New York. Lei fu presto affiancata da un nuovo Signore del Crimine e l'Uomo Sabbia. Lei e i suoi esecutori furono sconfitti dall Uomo Ragno, la Torcia Umana e i Figli della tigre. Per una disputa sull'eliminazione de l'Uomo Ragno e i Figli, Janice è stata ucciso dal Signore del Crimine, che si rivelò per essere il suo fidanzato e il figlio del Signore del Crimine originale, Nick Lewis Jr.; entrambi avevano separatamente perseguito vendetta contro l'Uomo Ragno senza la conoscenza dell'identità di altro.

## Altre versioni
Federico Foswell è un personaggio minore in The Spectacular Spider-Man. Durante alcune scene presso il Daily Bugle, J. Jonah Jameson cita Foswell. Questa versione di serie della Foswell appare anche brevemente travestito da Patch. In questa versione lui non è il Big Man del crimine ma quando è travestito da Patch, si finge un criminale che serve i supercriminali come Lapide, Silvermane e Octopus ma intanto scrive cronache su di loro per il Daily Bugle.

## Curiosità
- L'alias di Foswell viene citato nei primi versi della canzone Hanno ucciso l'Uomo Ragno, quando Max Pezzali canta "Il Guercio entra di corsa con una novità".